# Cabana de volta i pallissa al Talladell
Cabana de volta i pallissa al Talladell és una obra de Tàrrega (Urgell) protegida com a Bé Cultural d'Interès Local.

## Descripció
Complex agrícola format per una cabana de volta i una pallissa que mai han estat rodejades per un mur perimetral i, tot i que les dues formen part del mateix conjunt, no comparteixen cap dels seus murs.
Pel que fa a la cabana, la seva estructura és de blocs de pedra calcària molt irregulars en mida i forma, encara que molt ben falcats i, per tant, amb poca terra com a lligam. L'estat exterior és regular ja que la paret frontal i els contraforts presenten alguns ensorraments. El portal està solucionat amb una llinda de fusta a l'interior però no conserva la llinda exterior. Els brancals, estan formats per blocs de pedra similars als de la resta de la construcció. L'interior, està força deteriorat i ple de sorra i caus de conills, no obstant això, conserva l'estructura en bon estat. En una de les cantonades interiors, s'hi ha construït un massís de pedra de forma rectangular i a més, algunes parets estan parcialment arrebossades amb morter de calç. La coberta de la construcció és de volta de pedra en un relatiu bon estat, encara que alguna de les dovelles ja es comença a desprendre. Els contraforts estan integrats en la construcció i formats majoritàriament pel mateix pendent del terreny. Els elements més característics de la cabana, els trobem al seu interior, on hi ha dos armaris i un prestatge de pedra encastada.
La pallissa presenta el mateix parament que la cabana però a les cantonades s'aprecia l'ús de blocs de pedra més grans i ben travats, encara que gens treballats. En aquest sentit, una de les cantonades està totalment ensorrada i alguns murs exteriors han estat revocats parcialment amb morter de calç i fang. La coberta de la construcció és d'una aigua de teula però està totalment ensorrada. No obstant, es conserva una part de la jàssera i alguns cabirons que, juntament amb pilars de pedra, llates i teules, ara desapareguts, configuraven tota l'estructura. L'interior de la pallissa està molt deteriorat per culpa dels ensorraments, la runa i la vegetació. S'hi aprecia un envà perpendicular a la façana principal que, juntament amb el pilar que sosté la jàssera central, distribueix l'espai en dos ambients. Tant l'envà com el pilar estan parcialment revocats amb morter de calç i fang i a més, sobretot en l'envà, hi ha diversos retocs amb morter de ciment. El portal està solucionat amb una gran llinda de pedra a l'exterior, amb la inscripció "1868", i una llinda plana agafada amb morter de calç a l'interior. Els elements més característics de l'interior són la menjadora i la cisterna íntegrament de pedra, els agafadors i penjadors de fusta, i els armaris. A l'exterior, s'hi aprecia una canalització d'aigua de la coberta que anava a la cisterna i una finestra superior que permetia abocar la palla des de l'era sense la necessitat d'haver-la de transportar.